# Nijōjō-mae (metropolitana di Kyoto)
Nijōjō-mae (二条城前駅?, Nijōjō-mae-eki) è una stazione della metropolitana di Kyoto che si trova nel quartiere di Nakagyō-ku, nel centro di Kyoto. La stazione è servita dalla linea Tōzai, gestite dall'Ufficio municipale dei trasporti di Kyoto.

## Struttura
La stazione è costituita da una banchina a isola centrale con due binari sotterranei, ed è dotata di porte di banchina. 
| 1 | Linea Tōzai | per Nijō e Uzumasa Tenjingawa      |
| 2 | Linea Tōzai | per Misasagi, Rokujizō e Hama-Ōtsu |

## Stazioni adiacenti
| «           | Servizio    | »             |
| Linea Tōzai | Linea Tōzai | Linea Tōzai   |
| ----------- | ----------- | ------------- |
| Nijō        | -           | Karasuma-Oike |